# Битка код Пилаваца (1648)
Битка код Пилаваца у лето 1648. била је трећа козачка победа у устанку Богдана Хмељницког.

### Увод
У пролеће 1648., Богдан Хмељницки је изабран за хетмана Запорошке војске. Формално изјављујући верност краљу Владиславу IV, Хмељницки је склопио савез са Кримским Татарима и уништио пољску војску у Украјини у биткама код Жуте Воде и Корсуња. Козачке победе изазвале су масовни устанак православних кметова у целој Украјини, а Пољску је захватило безвлашће због смрти краља Владислава IV. Преговори са козацима пропали су због противљења украјинске властеле, коју је предводио кнез Јеремија Вишњовјецки.

### Битка
Пошто је редовна војска пропала у поразима код Корсуња и Жуте Воде, а оба хетмана заробљена, пољска влада је подигла на оружје сву властелу у угроженим крајевима, под командом трочлане комисије (по речима Хмељницког, "мекушац, латиниста и дериште"), на челу са популарним, али потпуно неспособним кнезом Домиником Заславским.

На брзину скупљена властела, бројна, али недисциплинована и без икаквог војничког искуства, разбежала се након кратког окршаја код Пилаваца 23. септембра 1648. Пољски пораз био је изненађење за све, по речима једног козачког пуковника:
"То нису они Пољаци које знамо, победници над Турцима и Московима, Татарима и Немцима, већ кукавице и зечеви, деца одевена у челик. Умрли су од страха чим су нас видели."

### Последице
Вест о поразу код Пилаваца раширила се као пламен и цела Украјина се дигла на устанак. Опседнути пољски гарнизон у Кудаку (Дњипро) се предао, чиме је престала било каква пољска власт у Украјини. Огроман број сељака придружио се козацима, и уз помоћ татарских савезника, опустошио земљу огњем и мачем. Властела, и рутенска и пољска, убијана је заједно са католичким свештенством и монахињама, а Јевреји су масакрирани на хиљаде. Хмељницки је изгубио контролу над устанком.

## У пољској култури
Ова битка је детаљно приказана у роману "Огњем и мачем" пољског нобеловца Хенрика Сјенкјевича из 1884.